# Дело «евлогиевцев»
Дело «евлогиевцев» — крупное церковное следственное дело середины 1930-х годов в Ленинграде.
По делу проходил 171 человек (из них 157 арестовали и с четырнадцати взяли подписку о невыезде). Сутью дела была полностью выдуманная ОГПУ концепция — якобы в 1932–1933 годах  в Русской православной церкви произошел новый раскол, по тактическим соображениям не имевший открытого выражения. После того, как проживавший во Франции глава Западно-Европейского экзархата митрополит Евлогий (Георгиевский) разорвал отношения с Заместителем Патриаршего Местоблюстителя митрополитом Сергием (Страгородским) и перешёл в юрисдикцию Константинопольского патриархата, «наиболее контрреволюционная часть» духовенства и мирян будто бы вступила на путь антисоветской борьбы, ориентируясь на митрополита Евлогия, белую эмиграцию и Англиканскую церковь. Их целью, по версии ОГПУ, было свержение советской власти и установление конституционной монархии, подобной английской. 
Аресты начались 21 декабря 1933 года и продолжались до 26 января 1934 года. Среди арестованных оказались три епископа — первоначально были арестованы двое: Валериан (Рудич) и Сергий (Зенкевич); затем, 7 марта 1934 года, был арестован ещё и Николай (Муравьёв-Уральский). Были арестованы многие священники главных храмов города, профессора Санкт-Петербургской духовной академии И. И. Соколов и И. А. Карабинов, церковные активисты-миряне — бывшие дворяне и царские офицеры. В ходе расследования дела органами ОГПУ была разгромлена тайная монашеская община под руководством известной церковной писательницы монахини Анастасии (Платоновой). Среди осуждённых был Михаил Васильевич Гундяев (1907—1974), отец патриарха Кирилла.